# 諸正
諸正（1428年—？），字養蒙，浙江紹興府餘姚縣人，明朝政治人物。進士出身。

## 生平
天順三年（1459年）舉己卯科浙江鄉試第二十五名。天順四年（1460年）聯捷庚辰科會試第一百三十三名，殿試登進士第二甲第二十名。

## 家族
曾祖諸和仲。祖父諸勝宗。父亲諸浩。